# Marija Tiełuszkina
Marija Tiełuszkina (ur. 3 kwietnia 1994) – kazachska lekkoatletka specjalizująca się w rzucie dyskiem.
Szósta zawodniczka mistrzostw Azji juniorów z Kolombo (2012). W 2013 i 2015 dwukrotnie startowała na seniorskich mistrzostwach Azji, zajmując miejsca pod koniec pierwszej dziesiątki. W 2016 roku zawodniczka zadebiutowała na igrzyskach olimpijskich w Rio de Janeiro, gdzie w eliminacjach zajęła 32. miejsce i nie awansowała do finału.
Złota medalistka mistrzostw Kazachstanu.

## Osiągnięcia
| Rok  | Impreza                   | Miejsce        | Konkurencja    | Lokata            | Wynik |
| ---- | ------------------------- | -------------- | -------------- | ----------------- | ----- |
| 2012 | Mistrzostwa Azji juniorów | Kolombo        | pchnięcie kulą | 6. miejsce        | 40,11 |
| 2013 | Mistrzostwa Azji          | Pune           | pchnięcie kulą | 8. miejsce        | 42,89 |
| 2015 | Mistrzostwa Azji          | Wuhan          | pchnięcie kulą | 9. miejsce        | 41,43 |
| 2016 | Igrzyska olimpijskie      | Rio de Janeiro | rzut dyskiem   | el. – 32. miejsce | 45,33 |